# Misraq Gojjam
Misraq Gojjam är en zon i Etiopien.   Den ligger i regionen Amhara, i den centrala delen av landet, 190 km nordväst om huvudstaden Addis Abeba.